# Picea chihuahuana
Picea chihuahuana, Martínez, 1942, è una rara specie di peccio, appartenente alla famiglia delle Pinaceae, endemica dell'area montana compresa negli stati messicani di Chihuahua, Durango e Nuevo León.

## Etimologia
Il nome generico Picea, utilizzato già dai latini, potrebbe, secondo un'interpretazione etimologica, derivare da Pix picis = pece, in riferimento all'abbondante produzione di resina. Il nome specifico chihuahuana fa riferimento al Chihuahua, stato messicano dove questo peccio vegeta principalmente.

## Descrizione

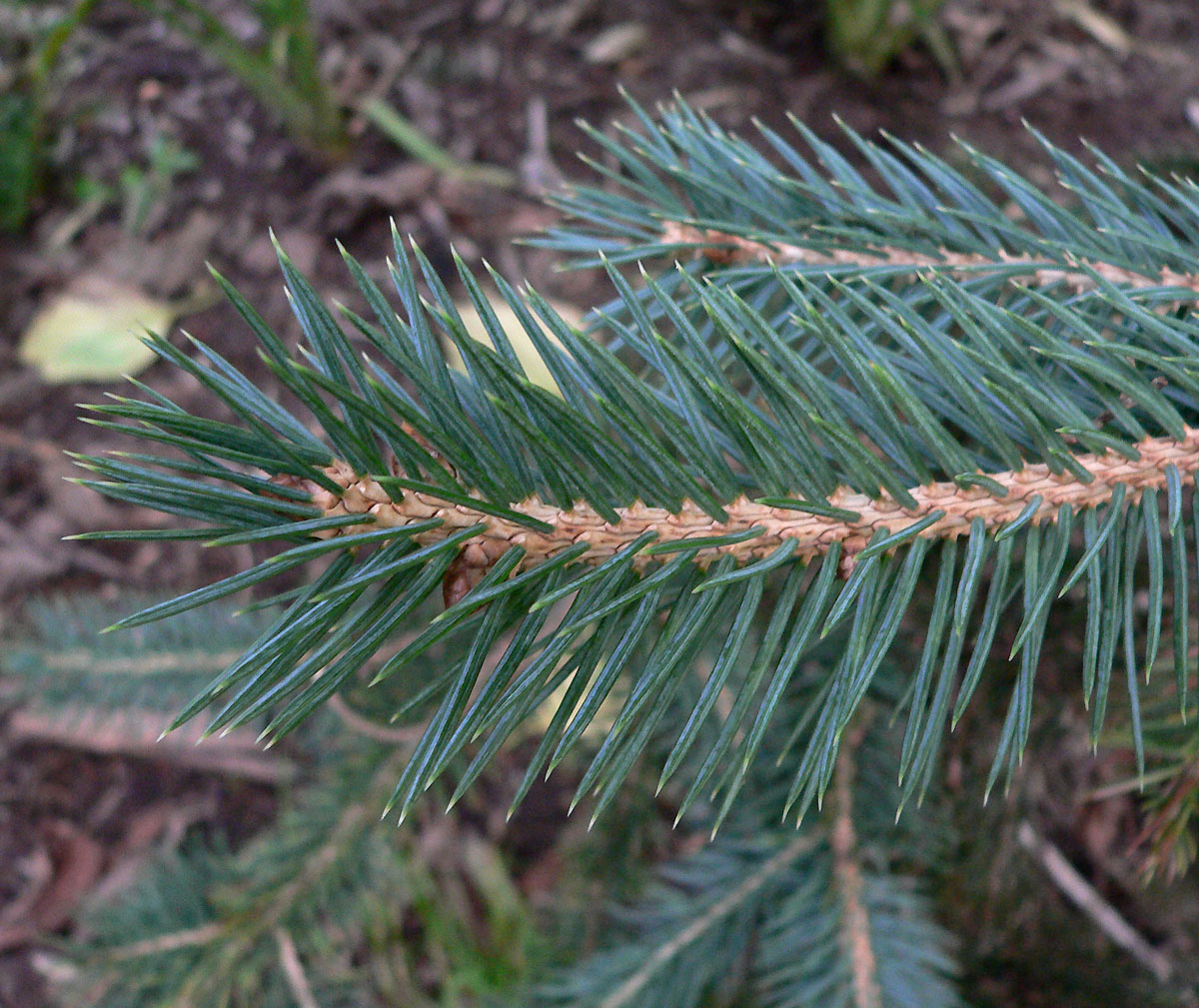
Aghi

### Portamento
Albero alto 25-35 m a chioma snella, conica e aperta, con unico tronco di 45-70 cm di diametro, e pochi rami primari confusi tra i numerosi rami corti secondari; i virgulti sono robusti, di colore camoscio chiaro.

### Foglie
Le foglie sono aghiformi, glauche e opache, lievemente appiattite e di sezione rombica, fortemente appuntite e quasi spinose, lunghe 1,7-2,3 cm; hanno numerose fasce di stomi.

### Frutti
I coni femminili sono cilindrici, lunghi 7-12 cm e larghi 4-5 cm, inizialmente verdi, poi marroni-arancioni a maturazione. I macrosporofilli, lunghi 18-23 mm e larghi 14-20 mm, hanno punte quasi squadrate. I semi sono neri, lunghi 3,5-4 mm, con parte alata di 10-12 mm.

### Corteccia
La corteccia è di colore grigio pallido, divisa in placche e scaglie.

## Distribuzione e habitat
Vegeta nei pendii e nelle gole rivolte a nord, ad altitudini comprese tra i 2150 e i 3200 m, su suoli poveri e sterili, ma sempre umidi, in genere in prossimità di fonti d'acqua perenni; sulla Sierra Madre Occidentale cresce anche su litosuoli calcarei. Il clima di riferimento è fresco e umido, con precipitazioni annue comprese tra 800 e 1300 mm, in gran parte frutto di temporali estivi, tranne nella parte occidentale dell'areale dove piove anche in inverno; la neve è presente solo alle altitudini più elevate. É una specie tipica delle foreste miste, in associazione con altre conifere (Pinus strobiformis, Pinus pseudostrobus, Pinus ayacahuite, Abies durangensis, Abies vejarii, Cupressus lusitanica, Cupressus arizonica e Pseudotsuga menziesii var. glauca), o con caducifoglie (Quercus castanea, Quercus rugosa e Prunus serotina.

## Tassonomia
Studi filogenetici hanno portato ad una scoperta sorprendente, che ancora non ha trovato una spiegazione, ovvero P. chihuahuana non ha alcuna relazione genetica con gli altri pecci nordamericani (le altre due specie native del Messico non sono state inserite nell'indagine), condividendo invece alcuni caratteri genetici con i pecci asiatici. La vicinanza con Picea martinezii non sembrerebbe avvalorare alcune classificazioni tassonomiche che accettano per quest'ultima un rango di sottospecie o varietà di P. chihuahuana.

## Usi
Data la sua rarità, la specie non ha alcuna rilevanza economica, tuttavia è possibile che possa venire saltuariamente utilizzata nelle segherie locali.

## Conservazione
Ha un areale frastagliato con piccole subpopolazioni (100-350 esemplari maturi) conosciute in 25 località; l'areale primario stimato è di circa 275 km², ma è possibile che sia una stima in difetto in quanto potrebbero esserci subpopolazioni non ancora scoperte. In alcune località si è riscontrata una scarsa rigenerazione naturale, o molto rallentata. I rischi maggiori per la conservazione della specie sono legati principalmente agli incendi boschivi, alla pratica della pastorizia, e al numero totale di esemplari fertili maturi che potrebbe non superare le 2500 unità. Per questi motivi viene classificata come specie in pericolo nella Lista rossa IUCN.